# نیکولائه هونیسبرگ
نیکولائه هونیسبرگ (رومانیایی: Nicolae Hönigsberg; ۲۸ اوت ۱۹۰۱ – ۸ دسامبر ۱۹۴۴) بازیکن فوتبال اهل رومانی بود.
وی همچنین در تیم ملی فوتبال رومانی بازی کرده‌است.